# Cortá por Lozano
Cortá por Lozano es un programa de televisión argentino de género magazine emitido por Telefe. Es conducido por Verónica Lozano y se estrenó el 23 de enero de 2017. El título del programa es un juego de palabras entre el apellido de la conductora «Lozano» y la frase «cortar por lo sano», por lo que existe ambigüedad con «Cortá por lo sano».
La primera temporada del programa llegó a su fin el 29 de diciembre de 2017. La segunda temporada comenzó el 19 de marzo de 2018 en su nuevo horario, con una escenografía totalmente renovada, nuevas secciones y renovación en el personal. Es uno de los programas de mayor duración en la grilla diaria de Telefe.
Este programa además marcó el regreso a la televisión de su conductora luego de un año de ausencia tras haber finalizado el programa matutino AM, antes del mediodía en diciembre de 2015, también en Telefe, tras 10 temporadas ininterrumpidas de emisión.

## Sinopsis
Actualidad, espectáculos, entrevistas, humor y mucho más en las tardes de Telefe con el particular estilo de Cortá por Lozano. Verónica Lozano vuelve con todo, y la acompaña un panel de lujo para aportar su mirada sobre cada uno de los temas del día.

## Equipo
El equipo del programa está conformado por distintos profesionales reconocidos por su labor en los medios de comunicación.
| Verónica Lozano           | Conductora | Conductora | Conductora | Conductora | Conductora | Conductora | Conductora | Conductora | Conductora         | Conductora         | Conductora         | Conductora         | Conductora         | Conductora         | Conductora         | Conductora         | Conductora         | Conductora         | Conductora         | Conductora         | Conductora         | Conductora         | Conductora         | Conductora         | Conductora         | Conductora         | Conductora         | Conductora         | Conductora         | Conductora         | Conductora         | Conductora         | Conductora         | Conductora         | Conductora         | Conductora         | Conductora         | Conductora         | Conductora         | Conductora         | Conductora         | Conductora         | Conductora         | Conductora         | Conductora         | Conductora         | Conductora         | Conductora         | Conductora         | Conductora         | Conductora         | Conductora         | Conductora         | Conductora         | Conductora         |                    |                    |                    |                    |                    |                    |                    |                    |  |
| Paola Juárez              | Panelista  | Panelista  | Panelista  | Panelista  | Panelista  | Panelista  | Panelista  | Panelista  | Panelista          | Panelista          | Panelista          | Panelista          | Panelista          | Panelista          | Panelista          | Panelista          | Panelista          | Panelista          | Panelista          | Panelista          | Panelista          | Panelista          | Panelista          | Panelista          | Panelista          | Panelista          | Panelista          | Panelista          | Panelista          | Panelista          | Panelista          | Panelista          | Panelista          | Panelista          | Panelista          | Panelista          | Panelista          | Panelista          | Panelista          | Panelista          | Panelista          | Panelista          | Panelista          | Panelista          | Panelista          | Panelista          | Panelista          | Panelista          | Panelista          | Panelista          | Panelista          | Panelista          | Panelista          | Panelista          | Panelista          |                    |                    |                    |                    |                    |                    |                    |                    |  |
| Costa                     |            |            | Panelista  | Panelista  | Panelista  | Panelista  | Panelista  | Panelista  | Panelista          | Panelista          | Panelista          | Panelista          | Panelista          | Panelista          | Panelista          | Panelista          | Panelista          | Panelista          | Panelista          | Panelista          | Panelista          | Panelista          | Panelista          | Panelista          | Panelista          | Panelista          | Panelista          | Panelista          | Panelista          | Panelista          | Panelista          | Panelista          | Panelista          | Panelista          | Panelista          | Panelista          | Panelista          | Panelista          | Panelista          | Panelista          | Panelista          | Panelista          | Panelista          | Panelista          | Panelista          | Panelista          | Panelista          | Panelista          | Panelista          | Panelista          | Panelista          | Panelista          | Panelista          | Panelista          | Panelista          | Panelista          | Panelista          |                    |                    |                    |                    |                    |                    |  |
| Victoria Xipolitakis      |            |            |            |            | Panelista  | Panelista  | Panelista  | Panelista  | Panelista          | Panelista          | Panelista          | Panelista          | Panelista          | Panelista          | Panelista          | Panelista          | Panelista          | Panelista          | Panelista          | Panelista          | Panelista          | Panelista          | Panelista          | Panelista          | Panelista          | Panelista          | Panelista          | Panelista          | Panelista          | Panelista          | Panelista          | Panelista          | Panelista          | Panelista          | Panelista          | Panelista          | Panelista          | Panelista          | Panelista          | Panelista          | Panelista          | Panelista          | Panelista          | Panelista          | Panelista          | Panelista          | Panelista          | Panelista          | Panelista          | Panelista          | Panelista          | Panelista          | Panelista          | Panelista          | Panelista          | Panelista          | Panelista          | Panelista          | Panelista          |                    |                    |                    |                    |  |
| Victoria "Juariu" Braier  |            |            |            |            |            | Panelista  | Panelista  | Panelista  | Panelista          | Panelista          | Panelista          | Panelista          | Panelista          | Panelista          | Panelista          | Panelista          | Panelista          | Panelista          | Panelista          | Panelista          | Panelista          | Panelista          | Panelista          | Panelista          | Panelista          | Panelista          | Panelista          | Panelista          | Panelista          | Panelista          | Panelista          | Panelista          | Panelista          | Panelista          | Panelista          | Panelista          | Panelista          | Panelista          | Panelista          | Panelista          | Panelista          | Panelista          | Panelista          | Panelista          | Panelista          | Panelista          | Panelista          | Panelista          | Panelista          | Panelista          | Panelista          | Panelista          | Panelista          | Panelista          | Panelista          | Panelista          | Panelista          | Panelista          | Panelista          | Panelista          |                    |                    |                    |  |
| Ceferino Reato            |            |            |            |            |            |            |            |            | Panelista          | Panelista          | Panelista          | Panelista          | Panelista          | Panelista          | Panelista          | Panelista          | Panelista          | Panelista          | Panelista          | Panelista          | Panelista          | Panelista          | Panelista          | Panelista          | Panelista          | Panelista          | Panelista          | Panelista          | Panelista          | Panelista          | Panelista          | Panelista          | Panelista          | Panelista          | Panelista          | Panelista          | Panelista          | Panelista          | Panelista          | Panelista          | Panelista          | Panelista          | Panelista          | Panelista          | Panelista          | Panelista          | Panelista          | Panelista          | Panelista          | Panelista          | Panelista          | Panelista          | Panelista          | Panelista          | Panelista          | Panelista          | Panelista          | Panelista          | Panelista          | Panelista          | Panelista          | Panelista          | Panelista          |  |
| Augusto Telías            |            |            |            |            |            |            |            |            | Panelista          | Panelista          | Panelista          | Panelista          | Panelista          | Panelista          | Panelista          | Panelista          | Panelista          | Panelista          | Panelista          | Panelista          | Panelista          | Panelista          | Panelista          | Panelista          | Panelista          | Panelista          | Panelista          | Panelista          | Panelista          | Panelista          | Panelista          | Panelista          | Panelista          | Panelista          | Panelista          | Panelista          | Panelista          | Panelista          | Panelista          | Panelista          | Panelista          | Panelista          | Panelista          | Panelista          | Panelista          | Panelista          | Panelista          | Panelista          | Panelista          | Panelista          | Panelista          | Panelista          | Panelista          | Panelista          | Panelista          | Panelista          | Panelista          | Panelista          | Panelista          | Panelista          | Panelista          | Panelista          | Panelista          |  |
| Eugenia Ruiz              |            |            |            |            |            |            |            |            | Panelista invitada | Panelista invitada | Panelista invitada | Panelista invitada | Panelista invitada | Panelista invitada | Panelista invitada | Panelista invitada | Panelista invitada | Panelista invitada | Panelista invitada | Panelista invitada | Panelista invitada | Panelista invitada | Panelista invitada | Panelista invitada | Panelista invitada | Panelista invitada | Panelista invitada | Panelista invitada | Panelista invitada | Panelista invitada | Panelista invitada | Panelista invitada | Panelista invitada | Panelista invitada | Panelista invitada | Panelista invitada | Panelista invitada | Panelista invitada | Panelista invitada | Panelista invitada | Panelista invitada | Panelista invitada | Panelista invitada | Panelista invitada | Panelista invitada | Panelista invitada | Panelista invitada | Panelista invitada | Panelista invitada | Panelista invitada | Panelista invitada | Panelista invitada | Panelista invitada | Panelista invitada | Panelista invitada | Panelista invitada | Panelista invitada | Panelista invitada | Panelista invitada | Panelista invitada | Panelista invitada | Panelista invitada | Panelista invitada |  |
| Heber Ybañez              |            | Cronista   | Cronista   | Cronista   | Cronista   | Cronista   | Cronista   | Cronista   | Cronista           | Cronista           | Cronista           | Cronista           | Cronista           | Cronista           | Cronista           | Cronista           | Cronista           | Cronista           | Cronista           | Cronista           | Cronista           | Cronista           | Cronista           | Cronista           | Cronista           | Cronista           | Cronista           | Cronista           | Cronista           | Cronista           | Cronista           | Cronista           | Cronista           | Cronista           | Cronista           | Cronista           | Cronista           | Cronista           | Cronista           | Cronista           | Cronista           | Cronista           | Cronista           | Cronista           | Cronista           | Cronista           | Cronista           | Cronista           | Cronista           | Cronista           | Cronista           | Cronista           | Cronista           | Cronista           | Cronista           | Cronista           |                    |                    |                    |                    |                    |                    |                    |  |
| Caro Bisgarra             |            |            |            |            |            | Cronista   | Cronista   | Cronista   | Cronista           | Cronista           | Cronista           | Cronista           | Cronista           | Cronista           | Cronista           | Cronista           | Cronista           | Cronista           | Cronista           | Cronista           | Cronista           | Cronista           | Cronista           | Cronista           | Cronista           | Cronista           | Cronista           | Cronista           | Cronista           | Cronista           | Cronista           | Cronista           | Cronista           | Cronista           | Cronista           | Cronista           | Cronista           | Cronista           | Cronista           | Cronista           | Cronista           | Cronista           | Cronista           | Cronista           | Cronista           | Cronista           | Cronista           | Cronista           | Cronista           | Cronista           | Cronista           | Cronista           | Cronista           | Cronista           | Cronista           | Cronista           | Cronista           | Cronista           | Cronista           | Cronista           |                    |                    |                    |  |
| Matías García             |            |            | Locutor    | Locutor    | Locutor    | Locutor    | Locutor    | Locutor    | Locutor            | Locutor            | Locutor            | Locutor            | Locutor            | Locutor            | Locutor            | Locutor            | Locutor            | Locutor            | Locutor            | Locutor            | Locutor            | Locutor            | Locutor            | Locutor            | Locutor            | Locutor            | Locutor            | Locutor            | Locutor            | Locutor            | Locutor            | Locutor            | Locutor            | Locutor            | Locutor            | Locutor            | Locutor            | Locutor            | Locutor            | Locutor            | Locutor            | Locutor            | Locutor            | Locutor            | Locutor            | Locutor            | Locutor            | Locutor            | Locutor            | Locutor            | Locutor            | Locutor            | Locutor            | Locutor            | Locutor            | Locutor            | Locutor            |                    |                    |                    |                    |                    |                    |  |
| Anteriores                |            |            |            |            |            |            |            |            |                    |                    |                    |                    |                    |                    |                    |                    |                    |                    |                    |                    |                    |                    |                    |                    |                    |                    |                    |                    |                    |                    |                    |                    |                    |                    |                    |                    |                    |                    |                    |                    |                    |                    |                    |                    |                    |                    |                    |                    |                    |                    |                    |                    |                    |                    |                    |                    |                    |                    |                    |                    |                    |                    |                    |  |
| Mauro Szeta               | Panelista  | Panelista  | Panelista  | Panelista  | Panelista  | Panelista  | Panelista  | Panelista  | Panelista          | Panelista          | Panelista          | Panelista          | Panelista          | Panelista          | Panelista          | Panelista          | Panelista          | Panelista          | Panelista          | Panelista          | Panelista          | Panelista          | Panelista          | Panelista          | Panelista          | Panelista          | Panelista          | Panelista          | Panelista          | Panelista          | Panelista          | Panelista          | Panelista          | Panelista          | Panelista          | Panelista          | Panelista          | Panelista          | Panelista          | Panelista          | Panelista          | Panelista          | Panelista          | Panelista          | Panelista          | Panelista          | Panelista          | Panelista          | Panelista          | Panelista          | Panelista          | Panelista          | Panelista          | Panelista          | Panelista          |                    |                    |                    |                    |                    |                    |                    |                    |  |
| Connie Ansaldi            | Panelista  | Panelista  |            |            |            |            |            |            |                    |                    |                    |                    |                    |                    |                    |                    |                    |                    |                    |                    |                    |                    |                    |                    |                    |                    |                    |                    |                    |                    |                    |                    |                    |                    |                    |                    |                    |                    |                    |                    |                    |                    |                    |                    |                    |                    |                    |                    |                    |                    |                    |                    |                    |                    |                    |                    |                    |                    |                    |                    |                    |                    |                    |  |
| Liliana López Foresi      | Panelista  |            |            |            |            |            |            |            |                    |                    |                    |                    |                    |                    |                    |                    |                    |                    |                    |                    |                    |                    |                    |                    |                    |                    |                    |                    |                    |                    |                    |                    |                    |                    |                    |                    |                    |                    |                    |                    |                    |                    |                    |                    |                    |                    |                    |                    |                    |                    |                    |                    |                    |                    |                    |                    |                    |                    |                    |                    |                    |                    |                    |  |
| Agustina Kämpfer          | Panelista  |            |            |            |            |            |            |            |                    |                    |                    |                    |                    |                    |                    |                    |                    |                    |                    |                    |                    |                    |                    |                    |                    |                    |                    |                    |                    |                    |                    |                    |                    |                    |                    |                    |                    |                    |                    |                    |                    |                    |                    |                    |                    |                    |                    |                    |                    |                    |                    |                    |                    |                    |                    |                    |                    |                    |                    |                    |                    |                    |                    |  |
| Diego Martínez            | Panelista  |            |            |            |            |            |            |            |                    |                    |                    |                    |                    |                    |                    |                    |                    |                    |                    |                    |                    |                    |                    |                    |                    |                    |                    |                    |                    |                    |                    |                    |                    |                    |                    |                    |                    |                    |                    |                    |                    |                    |                    |                    |                    |                    |                    |                    |                    |                    |                    |                    |                    |                    |                    |                    |                    |                    |                    |                    |                    |                    |                    |  |
| Nicole Neumann            | Panelista  | Panelista  | Panelista  |            |            |            |            |            |                    |                    |                    |                    |                    |                    |                    |                    |                    |                    |                    |                    |                    |                    |                    |                    |                    |                    |                    |                    |                    |                    |                    |                    |                    |                    |                    |                    |                    |                    |                    |                    |                    |                    |                    |                    |                    |                    |                    |                    |                    |                    |                    |                    |                    |                    |                    |                    |                    |                    |                    |                    |                    |                    |                    |  |
| Lío Pecoraro              | Panelista  |            |            |            |            |            |            |            |                    |                    |                    |                    |                    |                    |                    |                    |                    |                    |                    |                    |                    |                    |                    |                    |                    |                    |                    |                    |                    |                    |                    |                    |                    |                    |                    |                    |                    |                    |                    |                    |                    |                    |                    |                    |                    |                    |                    |                    |                    |                    |                    |                    |                    |                    |                    |                    |                    |                    |                    |                    |                    |                    |                    |  |
| Mariela Fernández         |            | Panelista  |            |            |            |            |            |            |                    |                    |                    |                    |                    |                    |                    |                    |                    |                    |                    |                    |                    |                    |                    |                    |                    |                    |                    |                    |                    |                    |                    |                    |                    |                    |                    |                    |                    |                    |                    |                    |                    |                    |                    |                    |                    |                    |                    |                    |                    |                    |                    |                    |                    |                    |                    |                    |                    |                    |                    |                    |                    |                    |                    |  |
| Juan Cruz Sanz            |            | Panelista  |            |            |            |            |            |            |                    |                    |                    |                    |                    |                    |                    |                    |                    |                    |                    |                    |                    |                    |                    |                    |                    |                    |                    |                    |                    |                    |                    |                    |                    |                    |                    |                    |                    |                    |                    |                    |                    |                    |                    |                    |                    |                    |                    |                    |                    |                    |                    |                    |                    |                    |                    |                    |                    |                    |                    |                    |                    |                    |                    |  |
| Lizy Tagliani             |            | Panelista  |            |            |            |            |            |            |                    |                    |                    |                    |                    |                    |                    |                    |                    |                    |                    |                    |                    |                    |                    |                    |                    |                    |                    |                    |                    |                    |                    |                    |                    |                    |                    |                    |                    |                    |                    |                    |                    |                    |                    |                    |                    |                    |                    |                    |                    |                    |                    |                    |                    |                    |                    |                    |                    |                    |                    |                    |                    |                    |                    |  |
| Nicolás Peralta           |            | Panelista  | Panelista  | Panelista  | Panelista  | Panelista  | Panelista  | Panelista  |                    |                    |                    |                    |                    |                    |                    |                    |                    |                    |                    |                    |                    |                    |                    |                    |                    |                    |                    |                    |                    |                    |                    |                    |                    |                    |                    |                    |                    |                    |                    |                    |                    |                    |                    |                    |                    |                    |                    |                    |                    |                    |                    |                    |                    |                    |                    |                    |                    |                    |                    |                    |                    |                    |                    |  |
| Tamara Pettinato          |            | Panelista  | Panelista  | Panelista  |            |            |            |            |                    |                    |                    |                    |                    |                    |                    |                    |                    |                    |                    |                    |                    |                    |                    |                    |                    |                    |                    |                    |                    |                    |                    |                    |                    |                    |                    |                    |                    |                    |                    |                    |                    |                    |                    |                    |                    |                    |                    |                    |                    |                    |                    |                    |                    |                    |                    |                    |                    |                    |                    |                    |                    |                    |                    |  |
| Evelyn Von Brocke         |            |            | Panelista  | Panelista  |            |            |            |            |                    |                    |                    |                    |                    |                    |                    |                    |                    |                    |                    |                    |                    |                    |                    |                    |                    |                    |                    |                    |                    |                    |                    |                    |                    |                    |                    |                    |                    |                    |                    |                    |                    |                    |                    |                    |                    |                    |                    |                    |                    |                    |                    |                    |                    |                    |                    |                    |                    |                    |                    |                    |                    |                    |                    |  |
| Diego Ramos               |            |            |            | Panelista  | Panelista  |            |            |            |                    |                    |                    |                    |                    |                    |                    |                    |                    |                    |                    |                    |                    |                    |                    |                    |                    |                    |                    |                    |                    |                    |                    |                    |                    |                    |                    |                    |                    |                    |                    |                    |                    |                    |                    |                    |                    |                    |                    |                    |                    |                    |                    |                    |                    |                    |                    |                    |                    |                    |                    |                    |                    |                    |                    |  |
| Sol Pérez                 |            |            |            |            |            | Panelista  | Panelista  | Panelista  | Panelista          | Panelista          | Panelista          | Panelista          | Panelista          | Panelista          | Panelista          | Panelista          | Panelista          | Panelista          | Panelista          | Panelista          | Panelista          | Panelista          | Panelista          | Panelista          | Panelista          | Panelista          | Panelista          | Panelista          | Panelista          | Panelista          | Panelista          | Panelista          | Panelista          | Panelista          | Panelista          | Panelista          | Panelista          | Panelista          | Panelista          | Panelista          | Panelista          | Panelista          | Panelista          | Panelista          | Panelista          | Panelista          | Panelista          | Panelista          | Panelista          | Panelista          | Panelista          | Panelista          | Panelista          | Panelista          | Panelista          | Panelista          | Panelista          | Panelista          | Panelista          | Panelista          |                    |                    |                    |  |
| Luisa Albinoni            |            |            |            |            | Panelista  | Panelista  |            |            |                    |                    |                    |                    |                    |                    |                    |                    |                    |                    |                    |                    |                    |                    |                    |                    |                    |                    |                    |                    |                    |                    |                    |                    |                    |                    |                    |                    |                    |                    |                    |                    |                    |                    |                    |                    |                    |                    |                    |                    |                    |                    |                    |                    |                    |                    |                    |                    |                    |                    |                    |                    |                    |                    |                    |  |
| Belu Lucius               |            |            |            |            | Panelista  |            |            |            |                    |                    |                    |                    |                    |                    |                    |                    |                    |                    |                    |                    |                    |                    |                    |                    |                    |                    |                    |                    |                    |                    |                    |                    |                    |                    |                    |                    |                    |                    |                    |                    |                    |                    |                    |                    |                    |                    |                    |                    |                    |                    |                    |                    |                    |                    |                    |                    |                    |                    |                    |                    |                    |                    |                    |  |
| Diego Poggi               |            |            |            |            | Panelista  | Panelista  |            |            |                    |                    |                    |                    |                    |                    |                    |                    |                    |                    |                    |                    |                    |                    |                    |                    |                    |                    |                    |                    |                    |                    |                    |                    |                    |                    |                    |                    |                    |                    |                    |                    |                    |                    |                    |                    |                    |                    |                    |                    |                    |                    |                    |                    |                    |                    |                    |                    |                    |                    |                    |                    |                    |                    |                    |  |
| Tatiana Schapiro          |            |            |            |            |            |            |            | Panelista  | Panelista          |                    |                    |                    |                    |                    |                    |                    |                    |                    |                    |                    |                    |                    |                    |                    |                    |                    |                    |                    |                    |                    |                    |                    |                    |                    |                    |                    |                    |                    |                    |                    |                    |                    |                    |                    |                    |                    |                    |                    |                    |                    |                    |                    |                    |                    |                    |                    |                    |                    |                    |                    |                    |                    |                    |  |
| Rochi Cuenca              | Cronista   |            |            |            |            |            |            |            |                    |                    |                    |                    |                    |                    |                    |                    |                    |                    |                    |                    |                    |                    |                    |                    |                    |                    |                    |                    |                    |                    |                    |                    |                    |                    |                    |                    |                    |                    |                    |                    |                    |                    |                    |                    |                    |                    |                    |                    |                    |                    |                    |                    |                    |                    |                    |                    |                    |                    |                    |                    |                    |                    |                    |  |
| Claudia Salto             |            | Cronista   |            |            |            |            |            |            |                    |                    |                    |                    |                    |                    |                    |                    |                    |                    |                    |                    |                    |                    |                    |                    |                    |                    |                    |                    |                    |                    |                    |                    |                    |                    |                    |                    |                    |                    |                    |                    |                    |                    |                    |                    |                    |                    |                    |                    |                    |                    |                    |                    |                    |                    |                    |                    |                    |                    |                    |                    |                    |                    |                    |  |
| Charly Seivane            | Locutor    |            |            |            |            |            |            |            |                    |                    |                    |                    |                    |                    |                    |                    |                    |                    |                    |                    |                    |                    |                    |                    |                    |                    |                    |                    |                    |                    |                    |                    |                    |                    |                    |                    |                    |                    |                    |                    |                    |                    |                    |                    |                    |                    |                    |                    |                    |                    |                    |                    |                    |                    |                    |                    |                    |                    |                    |                    |                    |                    |                    |  |
| Pichu Straneo             |            |            | Humorista  |            |            |            |            |            |                    |                    |                    |                    |                    |                    |                    |                    |                    |                    |                    |                    |                    |                    |                    |                    |                    |                    |                    |                    |                    |                    |                    |                    |                    |                    |                    |                    |                    |                    |                    |                    |                    |                    |                    |                    |                    |                    |                    |                    |                    |                    |                    |                    |                    |                    |                    |                    |                    |                    |                    |                    |                    |                    |                    |  |
| Conductores de reemplazos |            |            |            |            |            |            |            |            |                    |                    |                    |                    |                    |                    |                    |                    |                    |                    |                    |                    |                    |                    |                    |                    |                    |                    |                    |                    |                    |                    |                    |                    |                    |                    |                    |                    |                    |                    |                    |                    |                    |                    |                    |                    |                    |                    |                    |                    |                    |                    |                    |                    |                    |                    |                    |                    |                    |                    |                    |                    |                    |                    |                    |  |
| Sol Pérez                 |            |            |            |            |            |            |            |            | Conductora         | Conductora         | Conductora         | Conductora         | Conductora         | Conductora         | Conductora         | Conductora         | Conductora         | Conductora         | Conductora         | Conductora         | Conductora         | Conductora         | Conductora         | Conductora         | Conductora         | Conductora         | Conductora         | Conductora         | Conductora         | Conductora         | Conductora         | Conductora         | Conductora         | Conductora         | Conductora         | Conductora         | Conductora         | Conductora         | Conductora         | Conductora         | Conductora         | Conductora         | Conductora         | Conductora         | Conductora         | Conductora         | Conductora         | Conductora         | Conductora         | Conductora         | Conductora         | Conductora         | Conductora         | Conductora         | Conductora         | Conductora         | Conductora         | Conductora         | Conductora         | Conductora         | Conductora         | Conductora         | Conductora         |  |
| Georgina Barbarossa       |            |            |            |            |            |            | Conductora | Conductora | Conductora         | Conductora         | Conductora         | Conductora         | Conductora         | Conductora         | Conductora         | Conductora         | Conductora         | Conductora         | Conductora         | Conductora         | Conductora         | Conductora         | Conductora         | Conductora         | Conductora         | Conductora         | Conductora         | Conductora         | Conductora         | Conductora         | Conductora         | Conductora         | Conductora         | Conductora         | Conductora         | Conductora         | Conductora         | Conductora         | Conductora         | Conductora         | Conductora         | Conductora         | Conductora         | Conductora         | Conductora         | Conductora         | Conductora         | Conductora         | Conductora         | Conductora         | Conductora         | Conductora         | Conductora         | Conductora         | Conductora         | Conductora         | Conductora         | Conductora         | Conductora         | Conductora         | Conductora         |                    |                    |  |
| Paula Chaves              |            | Conductora |            |            | Conductora | Conductora |            |            |                    |                    |                    |                    |                    |                    |                    |                    |                    |                    |                    |                    |                    |                    |                    |                    |                    |                    |                    |                    |                    |                    |                    |                    |                    |                    |                    |                    |                    |                    |                    |                    |                    |                    |                    |                    |                    |                    |                    |                    |                    |                    |                    |                    |                    |                    |                    |                    |                    |                    |                    |                    |                    |                    |                    |  |
| Zaira Nara                |            | Conductora | Conductora |            | Conductora |            |            |            |                    |                    |                    |                    |                    |                    |                    |                    |                    |                    |                    |                    |                    |                    |                    |                    |                    |                    |                    |                    |                    |                    |                    |                    |                    |                    |                    |                    |                    |                    |                    |                    |                    |                    |                    |                    |                    |                    |                    |                    |                    |                    |                    |                    |                    |                    |                    |                    |                    |                    |                    |                    |                    |                    |                    |  |
| Leandro Leunis            |            | Conductor  |            |            |            |            |            |            |                    |                    |                    |                    |                    |                    |                    |                    |                    |                    |                    |                    |                    |                    |                    |                    |                    |                    |                    |                    |                    |                    |                    |                    |                    |                    |                    |                    |                    |                    |                    |                    |                    |                    |                    |                    |                    |                    |                    |                    |                    |                    |                    |                    |                    |                    |                    |                    |                    |                    |                    |                    |                    |                    |                    |  |
| Jimena Barón              |            |            | Conductora |            |            |            |            |            |                    |                    |                    |                    |                    |                    |                    |                    |                    |                    |                    |                    |                    |                    |                    |                    |                    |                    |                    |                    |                    |                    |                    |                    |                    |                    |                    |                    |                    |                    |                    |                    |                    |                    |                    |                    |                    |                    |                    |                    |                    |                    |                    |                    |                    |                    |                    |                    |                    |                    |                    |                    |                    |                    |                    |  |
| Laurita Fernández         |            |            | Conductora |            |            |            |            |            |                    |                    |                    |                    |                    |                    |                    |                    |                    |                    |                    |                    |                    |                    |                    |                    |                    |                    |                    |                    |                    |                    |                    |                    |                    |                    |                    |                    |                    |                    |                    |                    |                    |                    |                    |                    |                    |                    |                    |                    |                    |                    |                    |                    |                    |                    |                    |                    |                    |                    |                    |                    |                    |                    |                    |  |
| Florencia Peña            |            |            |            | Conductora |            |            |            |            |                    |                    |                    |                    |                    |                    |                    |                    |                    |                    |                    |                    |                    |                    |                    |                    |                    |                    |                    |                    |                    |                    |                    |                    |                    |                    |                    |                    |                    |                    |                    |                    |                    |                    |                    |                    |                    |                    |                    |                    |                    |                    |                    |                    |                    |                    |                    |                    |                    |                    |                    |                    |                    |                    |                    |  |

## Secciones

### Actuales
- El Diván: Todos los días, una celebridad o personaje famoso es invitado al programa, y la entrevista simula ser una sesión de terapia, haciendo alusión a que Vero Lozano es psicóloga en la vida real. El invitado se dispone en un diván mientras que la conductora se sienta en un sillón a su lado.
- Tu Consulta No Molesta: Un amigo o familiar, usualmente famoso, del invitado del día cuenta a través de un vídeo algo íntimo que luego tratará en los próximos minutos de diván.
- Terapia de Choque: El invitado en el diván, se somete a un desafío relacionado con su personalidad o con algo que lo atormenta. Siempre es algo distinto y pensado especialmente para el entrevistado.

### Anteriores
- Noticia por Noticia: Todos los integrantes del programa cuentan una noticia de actualidad, uno a la vez, en 30 segundos.
- Miércoles de Revistas: Sección semanal en donde, con mucho humor, el personal del programa repasa todo lo que traen las revistas nacionales de espectáculos.
- Revistas con Vero y Lizy: Todos los miércoles y con mucho humor, Vero y Lizy junto al resto del personal del programa repasan todo lo que traen las revistas nacionales de espectáculos. Es la nueva versión de Miércoles de Revistas, sección de la primera temporada.
- ¿En la casa de qué famoso está Lizy?: En un móvil en vivo, Lizy Tagliani se encuentra en la casa de alguna figura del espectáculo, y va mostrando los distintos espacios con su hilarante y característico humor. Mientras tanto, Vero, los panelistas y la audiencia deben adivinar a quién pertenece la casa. El propietario es develado en los últimos minutos, para una breve charla con el equipo del programa.

## Temporadas
| Temporada | Año   | Rating prom. | Share  | Ref.  |
| --------- | ----- | ------------ | ------ | ----- |
| 1         | 2017  | 7,1          | 32,97% | [ 3 ] |
| 2         | 2018  | 6,4          | 31,45% | [ 3 ] |
| 3         | 2019  | 6,8          | 33,86% | [ 3 ] |
| 4         | 2020  | 7,3          | 39,71% | [ 3 ] |
| 5         | 2021  | 7,5          | 37,56% | [ 3 ] |
| 6         | 2022  | 7,3          | 39,41% | [ 3 ] |
| 7         | 2023  | 7,5          | 45,19% | [ 3 ] |
| 8         | 2024  | 6,9          | 46,02% | [ 3 ] |
| 9         | 2025  | 7,3          | 33,57% |       |
| 10        | 2026  | -            | -      |       |
| 11        | 2027  | -            | -      |       |
| 12        | 2028  | -            | -      |       |
| 13        | 2029  | -            | -      |       |
| 14        | 2030  | -            | -      |       |
| 15        | 2031  | -            | -      |       |
| Total     | Total | 7,1          | 38,27% |       |

### Primera temporada (2017)
Cortá por Lozano inició el 23 de enero de 2017, como parte de un gran relanzamiento de la programación de Telefe, ya que en el mismo día estrenó otros 3 programas y reestructuró los horarios.
Durante los primeros 3 meses, el programa hizo gran hincapié en el reality del mismo canal Despedida de solteros, siguiendo el día a día de los participantes, y contando con Rochi Cuenca como movilera desde los controles técnicos del concurso.
El último día en que el reality estuvo al aire fue el 21 de abril (consagrando a sus ganadores el domingo), día en que Cuenca deja de aparecer en Cortá por Lozano. Ese día también se despide Liliana López Foresi luego de que renunciara sorpresivamente, desmintiendo rumores de diferencias con la producción del programa que la prensa ha esparcido.
Durante los días posteriores, Lío Pecoraro fue panelista invitado del ciclo, para finalmente terminar firmando contrato y quedarse como fijo el resto del año.
Previendo la salida de Agustina Kampfer del programa debido a su maternidad, al poco tiempo Nicole Neumann se suma como nueva panelista, alcanzando a compartir el programa con Kampfer poco más de dos meses.
Connie Ansaldi, Mauro Szeta, Paola Juárez y Diego Martínez fueron panelistas durante todo el año del ciclo.
La primera temporada comenzó en el horario de las 17:30 a 19; tiempo después cambió su horario de 18:30 a 20 y finalmente transmitirse de 19 a 20.
El 29 de diciembre de 2017, fue el último programa de la primera temporada, totalizando 244 emisiones.

### Segunda temporada (2018)
En el último programa de 2017, Lozano aseguró al aire que regresarían el 5 de marzo con una segunda temporada, aunque finalmente eso se pospuso dos semanas: el 19 de marzo de 2018 fue el gran debut del segundo año, en su nuevo horario de 14:30 a 16, pasando a emitirse en la primera tarde de la televisión por estrategia de programación del canal. Actualmente el programa se emite hasta las 17, siendo uno de los programas de mayor duración en la grilla diaria de Telefe.
En esta nueva temporada, se suman Juan Cruz Sanz, Lizy Tagliani y Mariela Fernández al equipo, que junto a Ansaldi, Szeta, Juárez y Neumann conforman el grupo de panelistas. También se incorpora Claudia Salto, cronista propia del programa, encargada del móvil en vivo, desde distintos puntos de Buenos Aires según el día y la información lo requiera (en la primera temporada el programa se proveyó de cronistas de Telefe Noticias). Por su parte, Martínez y Pecoraro ya no forman parte del personal.
El 30 de marzo, es el último programa en que Mariela Fernández aparece. En los días posteriores, Fernández explicó a la prensa que había decidido alejarse del programa debido a problemas de agenda y motivos personales.
El 23 de abril, luego de la viralización en internet de vídeos privados de Juan Cruz Sanz haciendo prácticas sexuales y consumiendo drogas, el periodista no asiste al programa. Con gran expectativa del público y la prensa, Vero Lozano explica al aire que Sanz se había tomado una semana de licencia. Durante los días posteriores, se supo que luego la extendió a dos meses, y en medio de rumores de su posible desvinculación del programa y del canal, se da a conocer que Sanz finalmente renunció.
El 27 de abril, aparece por última vez Claudia Salto como cronista del programa. Desde la siguiente emisión, desde el 30 del mismo mes, su lugar lo ocupa Heber Ybañez. Son desconocidos los motivos del alejamiento de Salto del programa.
El 23 de julio, se incorpora Nicolás Peralta al personal, totalizando nuevamente 6 panelistas, como era en un principio.
El 30 de noviembre, es el último programa de Connie Ansaldi. En días anteriores, Ansaldi explicó que había decidido alejarse del programa para realizar otras actividades. En la emisión siguiente, el 3 de diciembre, se incorpora Tamara Pettinato al grupo de panelistas.
El 21 de diciembre, es el último programa de Lizy Tagliani, ya que en 2019 tendrá su programa propio también en Telefe.
El 24 de diciembre, se incorpora Gonzalo Costa al programa.
El 4 de enero de 2019, fue el último programa de la segunda temporada, totalizando 209 emisiones y 453 del programa en total. Las últimas dos semanas, salieron al aire programas estreno pero previamente grabados mientras el elenco y equipo se tomaba vacaciones, ya que este año el programa no tendría receso de verano y la próxima temporada comenzaría inmediatamente después.

### Tercera temporada (2019)
El 7 de enero de 2019, en su horario habitual de 14:30 a 17:05, inició en vivo la tercera temporada del ciclo, con gráficas y escenografía renovadas, además de la incorporación de Pichu Straneo al personal haciendo móviles desde Villa Carlos Paz para cubrir la temporada veraniega.
El 8 de febrero, al enterarse de que la actriz y cantautora Jimena Barón sería el reemplazo de Vero Lozano durante sus vacaciones, Nicole Neumann es despedida debido a que no estaba de acuerdo con la elección del reemplazo.
El 1 de abril se incorpora Evelyn Von Brocke, como reemplazó de la misma y totalizando nuevamente 6 panelistas, como era en un principio.
El horario actual es de 14:30 a 16:15.

### Cuarta temporada (2020)
El 13 de enero, sigue al aire aunque Vero se tomó vacaciones en febrero lo reemplaza Florencia Peña, al regresar del programa tuvo recordando el diván y los invitados en el piso.
El 25 de noviembre por motivo del fallecimiento de Diego Maradona salió algunos minutos en dúplex con El Noticiero de la Gente hasta dar paso a Flash de Noticias hasta retomar a El Noticiero de la Gente, el 26 de noviembre y por el mismo motivo el programa salió al aire de 14:30 a 19 para darle paso a Telefe Noticias Flash.

### Quinta temporada (2021)
Comenzó el lunes 4 de enero de 2021, con un programa en vivo.
El 16 de febrero del mismo año, el programa festejó sus 1000 programas.
El programa cambió de horario a partir de febrero de 2022, siendo desde las 14:40 hasta las 16:30. (Aproximadamente)
Se sumaron al panel:
- Diego Poggi
- Belén Lucius
- Victoria Xipolitakis

- El programa se emitía desde las 14:40 hasta las 17:00.

### Sexta temporada (2022)
Comenzó el lunes 3 de enero de 2022, en vivo. En este primer programa del año, Vero estuvo acompañada por Mauro Szeta, Victoria Xipolitakis y Melina Fleiderman.
En esta temporada, Nicolás Peralta dejó de ser parte del equipo ya que pasó a ser panelista del programa matutino Ariel en su Salsa, conducido por Ariel Rodríguez Palacios en las mañanas de Telefe.
Por otro lado, la exparticipante de Masterchef Argentina Belén Lucius dejó de ser parte del panel.
Parte de dicha temporada fue conducida por Paula Chaves ya que Vero tuvo un accidente cuando estuvo de vacaciones y por culpa de él no podía movilizar sus piernas.
Dicho programa tuvo el placer de tener un mano a mano con Juliana Paes, la actriz brasileña que participó en la telenovela A Dona do Pedaço, emitida en Telefe desde el 26 de julio de 2021 hasta el 7 de marzo de 2022.
En esta temporada, ingresó al programa:
- Sol Pérez
- Victoria 'Juariu' Braier

Desde octubre de 2022, el programa cubrió varios momentos con información y entrevistas con los participante de Gran Hermano.
- El programa se emitía desde las 14:40 hasta las 16:45. (Aproximadamente)

### Séptima temporada (2023)
Comenzó el lunes 2 de enero de 2023, bajo la conducción de Sol Pérez y Mauro Szeta, ya que Verónica estaba de vacaciones.
Durante la temporada hasta marzo del mencionado año, se hicieron entrevistas con participante de Gran Hermano, Masterchef Argentina, Got Talent Argentina y una nota muy especial con Renato Goes, actor brasileño protagonista de Pantanal, novela emitida en Telefe desde el 29 de marzo de 2023.
También en ese año, se siguieron tratando temas de actualidad, inseguridad y móviles en vivo con víctimas de robos, violencia por ladrones y mucho otros temas.
- El programa se emitía desde las 14:40 hastas las 16:00.

### Octava temporada (2024)
Está temporada comenzó el lunes 1 de enero con un especial grabado, nuevamente conducido por Sol Pérez, Mauro Szeta y el equipo. 
Como en la temporada anterior, continúa habiendo entrevistas con participantes de Gran Hermano y también notas con familiares y amigos de los participantes del reality.
El lunes 8 de enero, regresó Verónica Lozano y un programa especial con un diván con Julieta Nair Calvo y Nicolás Vazquez, protagonistas de Tootsie en el Teatro. También estaban invitadas Romina Uhrig y Julieta Poggio para analizar el desenlace del reality Gran Hermano. El programa fue especial pensado para competir con El Legado, el nuevo programa de eltrece conducido por Matías Martín y su hijo, Luca Martín.
En junio de 2024, visitó a Verónica, la exparticipante de Gran Hermano, Juliana "Furia" Scaglione, considerada en Argentina como la jugadora más odiada/amada de la casa de GH.
El martes 9 de julio, el magazine protagonizó un programa especial con el ganador de Gran Hermano, Bautista Mascia.
Desde el mes de julio, Vero recibe a los participantes del reality de supervivencia Survivor, expedición Robinson, donde se llevan a cabo debate y/o opiniones del juego.
En agosto del mencionado año, se sumó al staff de panelistas, la periodista Tatiana Schapiro. En el mismo mes, más precisamente el día miércoles 21, Verónica recibió la visita del periodista y presidente de APTRA, Luis Ventura para dilucidar las nominaciones a la entrega del Martín Fierro.
- El programa se emite desde las 14:45 hasta las 16:15.

### Novena temporada (2025)
Está nueva temporada comenzó el miércoles 01 de enero a las 14:40, con un especial grabado con Verónica Lozano.
El lunes 24 de febrero, el programa presentó su nueva temporada con la vuelta de la conductora tras irse de vacaciones el lunes 13. En este relanzamiento, hubo cambios en las gráficas del programa y en la escenografía del mismo. También contaron con un resumen de los 9 años del programa al aire.
En esta temporada, también fueron invitados los jugadores del reality Gran Hermano.
El viernes 17 de abril, se dio un suceso en el cual, el programa perdió su franja en cuanto al rating, frente al programa Viviana en vivo conducido por Viviana Canosa en la pantalla de su histórico competidor, eltrece.
- El programa se emite desde las 14:40 hasta las 16:40.

## Premios y nominaciones
| Premio                | Fecha                   | Categoría                        | Nominados        | Resultado | Ref.  |
| --------------------- | ----------------------- | -------------------------------- | ---------------- | --------- | ----- |
| Premios Tato          | 13 de diciembre de 2017 | Mejor magazine                   | Cortá por Lozano | Nominado  | [ 7 ] |
| Premios Tato          | 13 de diciembre de 2017 | Mejor conducción femenina - aire | Verónica Lozano  | Ganadora  | [ 7 ] |
| Premios Tato          | 13 de diciembre de 2017 | Mejor labor periodística - aire  | Mauro Szeta      | Nominado  | [ 7 ] |
| Premios Martín Fierro | 3 de junio de 2018      | Mejor magazine                   | Cortá por Lozano | Ganador   | [ 8 ] |
| Premios Martín Fierro | 3 de junio de 2018      | Labor conducción femenina        | Verónica Lozano  | Ganadora  | [ 8 ] |
| Premios Martín Fierro | 3 de junio de 2018      | Mejor panelista                  | Mauro Szeta      | Nominado  | [ 8 ] |

## Invitados
| Prog. | Fecha                      | Invitado                                           | Ocupación |              |
| ----- | -------------------------- | -------------------------------------------------- | --- | ------------ |
| #1    | Lunes 23 de enero          | Carina Zampini                                     | Actriz y presentadora de televisión                                                                                           |              |
| #2    | Martes 24 de enero         | Lali                                               | Cantante y actriz |              |
| #3    | Miércoles 25 de enero      | Juan Darthes                                       | Actor y cantante |              |
| #4    | Jueves 26 de enero         | Gabriel Corrado                                    | Actor y productor de televisión                                                                                               |              |
| #5    | Viernes 27 de enero        | El Pepo                                            | Cantante |              |
| #6    | Lunes 30 de enero          | Nazarena Vélez                                     | Actriz y productora de teatro                                                                                                 |              |
| #7    | Martes 31 de enero         | Gastón Soffritti                                   | Actor |              |
| #8    | Miércoles 1 de febrero     | Sidney Sampaio                                     | Actor |              |
| #9    | Jueves 2 de febrero        | Georgina Barbarrosa                                | Actriz |              |
| #10   | Viernes 3 de febrero       | Catherine Fulop                                    | Actriz y presentadora de televisión                                                                                           |              |
| #11   | Lunes 6 de febrero         | Alejandro "Marley" Wiebe                           | Presentador de televisión |              |
| #12   | Martes 7 de febrero        | Humberto Tortonese                                 | Humorista |              |
| #13   | Miércoles 8 de febrero     | Daniela Cardone                                    | Actriz y modelo |              |
| #14   | Jueves 9 de febrero        | Zaira Nara                                         | Modelo y presentadora de televisión                                                                                           |              |
| #15   | Viernes 10 de febrero      | Barbie Vélez                                       | Actriz y modelo |              |
| #16   | Lunes 13 de febrero        | Sergio Denis                                       | Cantante |              |
| #17   | Martes 14 de febrero       | Agustina Cherri                                    | Actor |              |
| #18   | Miércoles 15 de febrero    | Carlos Baute                                       | Cantante venezolano |              |
| #19   | Jueves 16 de febrero       | Amalia Granata                                     | Política |              |
| #20   | Viernes 17 de febrero      | Florencia Raggi                                    | Actriz |              |
| #21   | Lunes 20 de febrero        | Guilherme Winter y Giselle Itié                    | Actor / Actriz |              |
| #22   | Martes 21 de febrero       | Oscar Gonzalez Oro                                 | Periodista y presentador de radio y televisión                                                                                |              |
| #23   | Miércoles 22 de febrero    | Soledad Fandiño                                    | Actriz |              |
| #24   | Jueves 23 de febrero       | Leonardo Sbaraglia --- Horacio Rodríguez Larreta   | Actor --- Político |              |
| #25   | Viernes 24 de febrero      | Bandana                                            | Cantantes (Valeria Gastaldi, Lissa Vera, Lourdes Fernández)                                                                   |              |
| #26   | Lunes 27 de febrero        | Nazareno Casero                                    | Actor |              |
| #27   | Martes 28 de febrero       | Sin invitado                                       | Sin invitado | Sin invitado |
| #28   | Miércoles 1 de marzo       | Vicky Xipolitakis                                  | Vedette |              |
| #29   | Jueves 2 de marzo          | Sin invitado                                       | Sin invitado | Sin invitado |
| #30   | Viernes 3 de marzo         | Silvina y Vanina Escudero                          | Bailarinas |              |
| #31   | Lunes 6 de marzo           | Silvia Süller                                      | Vedette |              |
| #32   | Martes 7 de marzo          | Sin invitado                                       | Sin invitado | Sin invitado |
| #33   | Miércoles 8 de marzo       | Beatriz Salomón                                    | Actriz |              |
| #34   | Jueves 9 de marzo          | Julieta Prandi                                     | Modelo y presentadora de televisión                                                                                           |              |
| #35   | Viernes 10 de marzo        | Peter Lanzani                                      | Actor |              |
| #36   | Lunes 13 de marzo          | Eleonora Wexler                                    | Actriz |              |
| #37   | Martes 14 de marzo         | Christian Sancho                                   | Actor y modelo |              |
| #38   | Miércoles 15 de marzo      | Diego Torres                                       | Cantante y actor |              |
| #39   | Jueves 16 de marzo         | Franco Masini                                      | Actor |              |
| #40   | Viernes 17 de marzo        | Maru Botana                                        | Chef y presentadora de televisión                                                                                             |              |
| #41   | Lunes 20 de marzo          | Brenda Gandini                                     | Actriz |              |
| #42   | Martes 21 de marzo         | Inés Estévez                                       | Actriz |              |
| #43   | Miércoles 22 de marzo      | Gerardo Rozín y Zaira Nara                         | Presentadores de televisión                                                                                                   |              |
| #44   | Jueves 23 de marzo         | José María Muscari                                 | Productor de teatro |              |
| #45   | Viernes 24 de marzo        | Jorgelina Aruzzi y Peto Menahem                    | Actriz / Actor |              |
| #46   | Lunes 27 de marzo          | Soledad Silveyra                                   | Actriz y presentadora de televisión                                                                                           |              |
| #47   | Martes 28 de marzo         | Sin invitado                                       | Sin invitado | Sin invitado |
| #48   | Miércoles 29 de marzo      | Sin invitado                                       | Sin invitado | Sin invitado |
| #49   | Jueves 30 de marzo         | Mariano Martínez                                   | Actor |              |
| #50   | Viernes 31 de marzo        | Jesica Cirio                                       | Modelo y presentadora de televisión                                                                                           |              |
| #51   | Lunes 3 de abril           | Moria Casán                                        | Vedette, actriz y presentadora de televisión                                                                                  |              |
| #52   | Martes 4 de abril          | Rocío Guirao Díaz                                  | Vedette |              |
| #53   | Miércoles 5 de abril       | Narda Lepes                                        | Chef y presentadora de televisión                                                                                             |              |
| #54   | Jueves 6 de abril          | María Fernanda Callejón                            | Actriz |              |
| #55   | Viernes 7 de abril         | Pablo Ruiz                                         | Cantante |              |
| #56   | Lunes 10 de abril          | Diego Ramos                                        | Actor |              |
| #57   | Martes 11 de abril         | Enrique Pinti                                      | Actor y humorista |              |
| #58   | Miércoles 12 de abril      | Iliana Calabró                                     | Actriz y cantante |              |
| #59   | Jueves 13 de abril         | Mónica Farro                                       | Vedette |              |
| #60   | Viernes 14 de abril        | Leandro "Chino" Leunis                             | Presentador de televisión |              |
| #61   | Lunes 17 de abril          | Pimpinela                                          | Cantantes (Lucía Galán, Joaquín Galán)                                                                                        |              |
| #62   | Martes 18 de abril         | Griselda Siciliani                                 | Actriz |              |
| #63   | Miércoles 19 de abril      | Miguel Ángel Silvestre --- Benjamín Amadeo         | Actor --- Actor y cantante |              |
| #64   | Jueves 20 de abril         | Benjamín Vicuña                                    | Actor |              |
| #65   | Viernes 21 de abril        | Alejandro "Marley" Wiebe y Carina Zampini          | Presentadores de televisión                                                                                                   |              |
| #66   | Lunes 24 de abril          | Matías Alé                                         | Actor y humorista |              |
| #67   | Martes 25 de abril         | Ana Rosenfeld                                      | Abogada |              |
| #68   | Miércoles 26 de abril      | Gabriel Rolón                                      | Escritor y psicoanalista |              |
| #69   | Jueves 27 de abril         | Lía Salgado                                        | Presentadora de televisión |              |
| #70   | Viernes 28 de abril        | Gladys, la bomba tucumana                          | Cantante |              |
| #71   | Lunes 1 de mayo            | Laura "Panam" Franco                               | Animadora infantil, cantante y presentadora de televisión                                                                     |              |
| #72   | Martes 2 de mayo           | Rosana                                             | Cantante española |              |
| #73   | Miércoles 3 de mayo        | Sergio Dalma                                       | Cantante español |              |
| #74   | Jueves 4 de mayo           | Silvio Soldán                                      | Presentador de televisión |              |
| #75   | Viernes 5 de mayo          | Luciano Cáceres                                    | Actor |              |
| #76   | Lunes 8 de mayo            | Dady Brieva                                        | Actor y humorista |              |
| #77   | Martes 9 de mayo           | Julieta Díaz                                       | Actriz |              |
| #78   | Miércoles 10 de mayo       | Sin invitado                                       | Sin invitado | Sin invitado |
| #79   | Jueves 11 de mayo          | Sofía Gala y Julieta "Cayetina" Cajg               | Actriz / Actriz y humorista                                                                                                   |              |
| #80   | Viernes 12 de mayo         | Nito Artaza y Cecilia Milone                       | Actor y productor de teatro / Actriz                                                                                          |              |
| #81   | Lunes 15 de mayo           | Martín "Campi" Campilongo                          | Actor y humorista |              |
| #82   | Martes 16 de mayo          | Guillermina Valdés                                 | Actriz, modelo y empresaria                                                                                                   |              |
| #83   | Miércoles 17 de mayo       | Graciela Alfano                                    | Actriz y vedette |              |
| #84   | Jueves 18 de mayo          | Isabel Macedo                                      | Actriz |              |
| #85   | Viernes 19 de mayo         | Elenco de Extinguidas                              | Actrices (Adriana Aguirre, Noemí Alan, Patricia Dal, Silvia Peyrou, Mimi Pons, Beatriz Salomón, Sandra Smith, Naanim Timoyko) |              |
| #86   | Lunes 22 de mayo           | Nazarena y Barbie Vélez                            | Actriz y productora de teatro / Actriz y modelo                                                                               |              |
| #87   | Martes 23 de mayo          | Guillermo Martínez                                 | Cantante |              |
| #88   | Miércoles 24 de mayo       | Charlotte Caniggia                                 | Personalidad de televisión |              |
| #89   | Jueves 25 de mayo          | Andrea Rincón                                      | Actriz |              |
| #90   | Viernes 26 de mayo         | Miguel del Sel                                     | Actor y humorista |              |
| #91   | Lunes 29 de mayo           | Ximena Capristo y Gustavo Conti                    | Modelo y actriz / Actor |              |
| #92   | Martes 30 de mayo          | Verónica Lozano                                    | Conductora (Diván especial por su cumpleaños, con su amigo Diego Ramos como analista)                                         |              |
| #93   | Miércoles 31 de mayo       | María Eugenia Ritó                                 | Vedette |              |
| #94   | Jueves 1 de junio          | Alejandro "Marley" Wiebe                           | Presentador de televisión |              |
| #95   | Viernes 2 de junio         | Elenco de Falladas                                 | Actrices (Valentina Bassi, Cecilia Dopazo, Carolina Papaleo, Andrea Politti, Patricia Palmer)                                 |              |
| #96   | Lunes 5 de junio           | Viviana Canosa                                     | Presentadora de televisión y radio                                                                                            |              |
| #97   | Martes 6 de junio          | Lizy Tagliani                                      | Actriz y humorista |              |
| #98   | Miércoles 7 de junio       | Mercedes Morán                                     | Actriz |              |
| #99   | Jueves 8 de junio          | Oriana Junco --- Darío Lopilato                    | Figura mediática --- Actor y humorista                                                                                        |              |
| #100  | Viernes 9 de junio         | Sin invitado                                       | Sin invitado | Sin invitado |
| #101  | Lunes 12 de junio          | Miguel Ángel Cherutti y sus hijas                  | Actor y humorista |              |
| #102  | Martes 13 de junio         | Guillermo Coppola                                  | Empresario |              |
| #103  | Miércoles 14 de abril      | Sin invitado                                       | Sin invitado | Sin invitado |
| #104  | Jueves 15 de junio         | Nacha Guevara                                      | Actriz, bailarina y cantante                                                                                                  |              |
| #105  | Viernes 16 de junio        | Julián Weich                                       | Presentador de televisión |              |
| #106  | Lunes 19 de junio          | Sin invitado                                       | Sin invitado | Sin invitado |
| #107  | Martes 20 de junio         | Gabriel Goity                                      | Actor |              |
| #108  | Miércoles 21 de junio      | Benjamín Rojas                                     | Actor |              |
| #109  | Jueves 22 de junio         | Mex Urtizberea y Tomás Fonzi                       | Actores |              |
| #110  | Viernes 23 de junio        | Florencia Peña                                     | Actriz |              |
| #111  | Lunes 26 de junio          | Agustina Cherri, Luciano Cáceres y Nicolás Furtado | Actriz / Actor / Actor |              |
| #112  | Martes 27 de junio         | Fernando Dente y Ángela Torres                     | Actor y cantante / Actriz y cantante                                                                                          |              |
| #113  | Miércoles 28 de junio      | Evangelina Anderson                                | Vedette |              |
| #114  | Jueves 29 de junio         | Pablo Granados                                     | Humorista, actor y cantante                                                                                                   |              |
| #115  | Viernes 30 de junio        | Rodrigo Noya                                       | Actor |              |
| #116  | Lunes 3 de julio           | Donato De Santis y Christophe Krywonis             | Chefs |              |
| #117  | Martes 4 de julio          | Teté Coustarot                                     | Periodista y presentadora de radio y televisión                                                                               |              |
| #118  | Miércoles 5 de julio       | Tini                                               | Cantante |              |
| #119  | Jueves 6 de julio          | Carla Peterson                                     | Actriz |              |
| #120  | Viernes 7 de julio         | Reina Reech, Juana Repetto y Bautista Lena         | Actriz, bailarina y presentadora de televisión / Actriz / Actor                                                               |              |
| #121  | Lunes 10 de julio          | Nicole Neumann                                     | Modelo y presentadora de televisión                                                                                           |              |
| #122  | Martes 11 de julio         | Coki Ramírez                                       | Cantante |              |
| #123  | Miércoles 12 de julio      | Julián Serrano                                     | Actor e influencer |              |
| #124  | Jueves 13 de julio         | Jimena Cyrulnik, su esposo y sus hijos             | Presentadora de televisión |              |
| #125  | Viernes 14 de julio        | Andy Kusnetzoff                                    | Presentador de radio y televisión                                                                                             |              |
| #126  | Lunes 17 de julio          | Sidney Sampaio                                     | Actor |              |
| #127  | Martes 18 de julio         | Araceli González                                   | Actriz |              |
| #128  | Miércoles 19 de julio      | Daniel Agostini y sus hijos                        | Cantante |              |
| #129  | Jueves 20 de julio         | Pata Villanueva y Anamá Ferreira                   | Vedette y actriz / Actriz |              |
| #130  | Viernes 21 de julio        | Alberto Olmedo Jr. y Sabrina Olmedo                | Personaje mediático / Actriz y humorista                                                                                      |              |
| #131  | Lunes 24 de julio          | Guido Suller                                       | Personaje mediático |              |
| #132  | Martes 25 de julio         | J Mena                                             | Actriz y cantautora |              |
| #133  | Miércoles 26 de julio      | Dady Brieva y "Chino" Volpato                      | Actores y humoristas |              |
| #134  | Jueves 27 de julio         | Andrea Frigerio                                    | Actriz y presentadora de televisión                                                                                           |              |
| #135  | Viernes 28 de julio        | Alejandro Lerner --- Julieta Cardinali             | Cantante --- Actriz |              |
| #136  | Lunes 31 de julio          | Mariana Nannis --- Emilia Attias                   | Personaje mediático --- Actriz                                                                                                |              |
| #137  | Martes 1 de agosto         | Tomás Kirzner                                      | Actor |              |
| #138  | Miércoles 2 de agosto      | Sin invitado                                       | Sin invitado | Sin invitado |
| #139  | Jueves 3 de agosto         | Pepe Cibrián y Adabel Guerrero                     | Actor, autor y director teatral / Bailarina y vedette                                                                         |              |
| #140  | Viernes 4 de agosto        | Cinthia Fernández y sus hijas                      | Modelo y figura mediática |              |
| #141  | Lunes 7 de agosto          | Fátima Florez                                      | Actriz, humorista e imitadora                                                                                                 |              |
| #142  | Martes 8 de agosto         | Patricia Sosa                                      | Cantante |              |
| #143  | Miércoles 9 de agosto      | Osvaldo Laport --- Horacio Rodríguez Larreta       | Actor --- Político |              |
| #144  | Jueves 10 de agosto        | Emilio Disi y su hija --- Álex Ubago               | Actor y humorista --- Cantante                                                                                                |              |
| #145  | Viernes 11 de agosto       | Marixa Balli                                       | Vedette y cantante |              |
| #146  | Lunes 14 de agosto         | Julieta Prandi y Mariano Peluffo                   | Modelo y presentadora de televisión / Presentador y productor de televisión                                                   |              |
| #147  | Martes 15 de agosto        | María del Cerro y Victorio D'Alessandro            | Actriz / Actor |              |
| #148  | Miércoles 16 de agosto     | Luis Brandoni                                      | Actor |              |
| #149  | Jueves 17 de agosto        | Dolores Fonzi                                      | Actriz |              |
| #150  | Viernes 18 de agosto       | Alejandra Pradón                                   | Vedette y figura mediática |              |
| #151  | Lunes 21 de agosto         | Sin invitado                                       | Sin invitado | Sin invitado |
| #152  | Martes 22 de agosto        | Florencia de la V                                  | Actriz, productora y presentadora de televisión                                                                               |              |
| #153  | Miércoles 23 de agosto     | Elenco de El otro lado de la cama                  | Actores (Nicolás Vazquez, Gimena Accardi, Benjamín Rojas, Sofía Pachano)                                                      |              |
| #154  | Jueves 24 de agosto        | Sabrina Rojas                                      | Actriz |              |
| #155  | Viernes 25 de agosto       | Nicole Neumann y Geraldine Neumann                 | Modelo y presentadora de televisión / Vedette                                                                                 |              |
| #156  | Lunes 28 de agosto         | Miguel Ángel Rodríguez y sus hijos                 | Actor y humorista |              |
| #157  | Martes 29 de agosto        | Federico Amador                                    | Actor |              |
| #158  | Miércoles 30 de agosto     | Sin invitado                                       | Sin invitado | Sin invitado |
| #159  | Jueves 31 de agosto        | Olga Garaventa                                     | Figura mediática |              |
| #160  | Viernes 1 de septiembre    | Beatriz Salomón y Susana Romero                    | Actriz y vedette / Actriz, locutora y presentadora de televisión                                                              |              |
| #161  | Lunes 4 de septiembre      | Cesar "Banana" Pueyrredón                          | Cantante |              |
| #162  | Martes 5 de septiembre     | Georgina Barbarrosa y Natalia Lobo                 | Actrices |              |
| #163  | Miércoles 6 de septiembre  | Sin invitado                                       | Sin invitado | Sin invitado |
| #164  | Jueves 7 de septiembre     | Dalma Maradona                                     | Actriz |              |
| #165  | Viernes 8 de septiembre    | Florencia Torrente                                 | Actriz |              |
| #166  | Lunes 11 de septiembre     | Eleonora Wexler y Sebastián Estevanez              | Actriz / Actor |              |
| #167  | Martes 12 de septiembre    | Luciana Aymar                                      | Deportista |              |
| #168  | Miércoles 13 de septiembre | Valeria Mazza                                      | Modelo y empresaria |              |
| #169  | Jueves 14 de septiembre    | Eva De Dominici                                    | Actriz |              |
| #170  | Viernes 15 de septiembre   | Miriam Lanzoni                                     | Actriz |              |
| #171  | Lunes 18 de septiembre     | Alexander Caniggia                                 | Figura mediática |              |
| #172  | Martes 19 de septiembre    | María Valenzuela y su hija                         | Actriz |              |
| #173  | Miércoles 20 de septiembre | Sin invitado                                       | Sin invitado | Sin invitado |
| #174  | Jueves 21 de septiembre    | Fernando Burlando y Barbie Franco                  | Abogado / Modelo |              |
| #175  | Viernes 22 de septiembre   | Fabián Mazzei                                      | Actor |              |
| #176  | Lunes 25 de septiembre     | Sin invitado                                       | Sin invitado | Sin invitado |
| #177  | Martes 26 de septiembre    | Nicolás Scarpino y su marido                       | Actor |              |
| #178  | Miércoles 27 de septiembre | Sin invitado                                       | Sin invitado | Sin invitado |
| #179  | Jueves 28 de septiembre    | Sin invitado                                       | Sin invitado | Sin invitado |
| #180  | Viernes 29 de septiembre   | Damián De Santo                                    | Actor |              |
| #181  | Lunes 2 de octubre         | Guilherme Winter                                   | Actor brasileño |              |
| #182  | Martes 3 de octubre        | Viviana Saccone                                    | Actriz |              |
| #183  | Miércoles 4 de octubre     | Carolina "Pampita" Ardohain                        | Modelo, actriz y presentadora de televisión                                                                                   |              |
| #184  | Jueves 5 de octubre        | Iliana Calabró y su madre Coca                     | Actriz y cantante |              |
| #185  | Viernes 6 de octubre       | Cristian Castro                                    | Cantante mexicano |              |
| #186  | Lunes 9 de octubre         | Sin invitado                                       | Sin invitado | Sin invitado |
| #187  | Martes 10 de octubre       | Graciela Pal y Manuela Pal                         | Actrices |              |
| #188  | Miércoles 11 de octubre    | Nicolás Cayetano                                   | Periodista deportivo |              |
| #189  | Jueves 12 de octubre       | Axel                                               | Cantante |              |
| #190  | Viernes 13 de octubre      | María Carámbula y Ernestina Pais                   | Actriz / Presentadora de televisión y radio                                                                                   |              |
| #191  | Lunes 16 de octubre        | María Eugenia Vidal                                | Gobernadora de la Provincia de Buenos Aires                                                                                   |              |
| #192  | Martes 17 de octubre       | Adabel Guerrero y su novio                         | Actriz y vedette |              |
| #193  | Miércoles 18 de octubre    | Sin invitado                                       | Sin invitado | Sin invitado |